# 2-j Ziabkin
2-j Ziabkin lub Wtoroj Ziabkin (ros. 2-й Зябкин, Второй Зябкин) – chutor w zachodniej Rosji, w sielsowiecie gustomojskim rejonu lgowskiego w obwodzie kurskim.

## Geografia
Miejscowość położona jest nad Sejmem (lewy dopływ Desny), 11 km od centrum administracyjnego sielsowietu (Gustomoj), 18 km na północny zachód od centrum administracyjnego rejonu (Lgow), 83 km na zachód od Kurska, 12 km od drogi regionalnego znaczenia 38K-017 (Kursk – Lgow – Rylsk – granica z Ukrainą) – część trasy europejskiej E38.
W chutorze znajdują się 12 posesje.
Klimat
Miejscowość, jak i cały rejon, znajduje się w strefie klimatu kontynentalnego z łagodnym ciepłym latem i równomiernie rozłożonymi opadami rocznymi (Dfb w klasyfikacji klimatów Köppena).

## Demografia
W 2010 r. chutor zamieszkiwało 15 osób.